# 周仲瑛
周仲瑛（1928年6月—2023年10月2日），男，汉族，江苏如东人，中国中医学家，南京中医药大学教授、主任医师，首届“国医大师”，第七届全国人大代表。